# Загорє-об-Саві (община)
Община Загорє-об-Саві (словен. Občina Zagorje ob Savi) — одна з общин в центральній Словенії. Адміністративним центром є місто Загорє-об-Саві. Община і її центр найбільш тісно пов'язані з видобутком вугілля.

## Населення
У 2010 році в общині проживало 17076 осіб, 8391 чоловіків і 8685 жінок. Чисельність економічно активного населення (за місцем проживання), 7005 осіб. Середня щомісячна чиста заробітна плата одного працівника (EUR), 861,40 (в середньому по Словенії 966.62). Приблизно кожен другий житель у громаді має автомобіль (49 автомобілів на 100 жителів). Середній вік жителів склав 41,6 роки (в середньому по Словенії 41.6). 